# 那賀町立木頭中学校
那賀町立木頭中学校（なかちょうりつ きとうちゅうがっこう）は、徳島県那賀郡那賀町木頭和無田字ナカスジにある公立中学校。
「木頭学園」として、那賀町立木頭小学校と小中一貫教育を行っている。
以前は、木頭和無田字ヨシノ15番地に存在した。

## 概要
- 2015年8月22日、23日、職場体験学習（2年）が徳島市で行われた[1]。
- 2015年11月12日、13日、職場体験学習（1年）が那賀町木頭地区で行われた[1]。

## 生徒数
- 36名（2006年度）

## 学校行事
- 木中祭

文化祭・体育祭の愛称。
- 修学旅行

毎年異なる場所に行く。
- 植樹遠足

毎年親子で植樹する遠足。

## 通学区域が隣接している学校
- 海陽町立海陽中学校
- 那賀町立相生中学校
- 三好市立東祖谷中学校
- 高知県香美市立大栃中学校
- 高知県安芸市立古井中学校（休校中であるが、他の学校に編入されているのか不明。）
- 高知県馬路村立魚梁瀬小中学校